# Тарчин (гміна)
Гміна Тарчин (пол. Gmina Tarczyn) — місько-сільська гміна у центральній Польщі. Належить до Пясечинського повіту Мазовецького воєводства.
Станом на 31 грудня 2011 у гміні проживало 11129 осіб.

## Площа
Згідно з даними за 2007 рік площа гміни становила 114.15 км², у тому числі:
- орні землі: 75.00%
- ліси: 14.00%

Таким чином, площа гміни становить 8.25% площі повіту.

## Населення
Станом на 31 грудня 2011:
| Опис     | Загалом | Загалом | Чоловіки | Чоловіки | Жінки | Жінки |
| -------- | ------- | ------- | -------- | -------- | ----- | ----- |
| одиниця  | осіб    | %       | осіб     | %        | осіб  | %     |
| все      | 11129   | 100     | 5437     | 48.85    | 5692  | 51.15 |
| міське   | 4091    | 100     | 1901     | 46.47    | 2190  | 53.53 |
| сільське | 7038    | 100     | 3536     | 50.24    | 3502  | 49.76 |

## Сусідні гміни
Гміна Тарчин межує з такими гмінами: Ґруєць, Жаб'я Воля, Лешноволя, Надажин, П'ясечно, Пневи, Пражмув.